# Nyssonini
Tribu
Nyssonini est une tribu d'insectes hyménoptères de la famille des crabronidés. Elle comprend les genres suivants :
- Acanthostethus
- Antomartinezius
- Brachystegus
- Cresson
- Epinysson
- Foxia
- Hovanysson
- Hyponysson
- Idionysson
- Losada
- Metanysson
- Neonysson
- Nippononysson
- Nursea
- Nysson
- Perisson
- Synnevrus
- Zanysson

En Europe, se rencontrent les genres suivants :
- Brachystegus
- Nysson
- Synnevrus